# Lago (stacja metra)
Lago – stacja metra w Madrycie, na linii 10. Znajduje się w dzielnicy Moncloa-Aravaca, w Madrycie i zlokalizowana jest pomiędzy stacjami Príncipe Pío i Batán. Została otwarta 4 lutego 1961 roku.